# 4-я гвардейская штурмовая авиационная дивизия
4-я гвардейская штурмовая авиационная Киевская Краснознамённая ордена Кутузова дивизия (4-я гв. шад) — соединение Военно-воздушных сил (ВВС) Вооружённых сил РККА штурмовой авиации, принимавшее участие в боевых действиях Великой Отечественной войны.

## Наименования дивизии

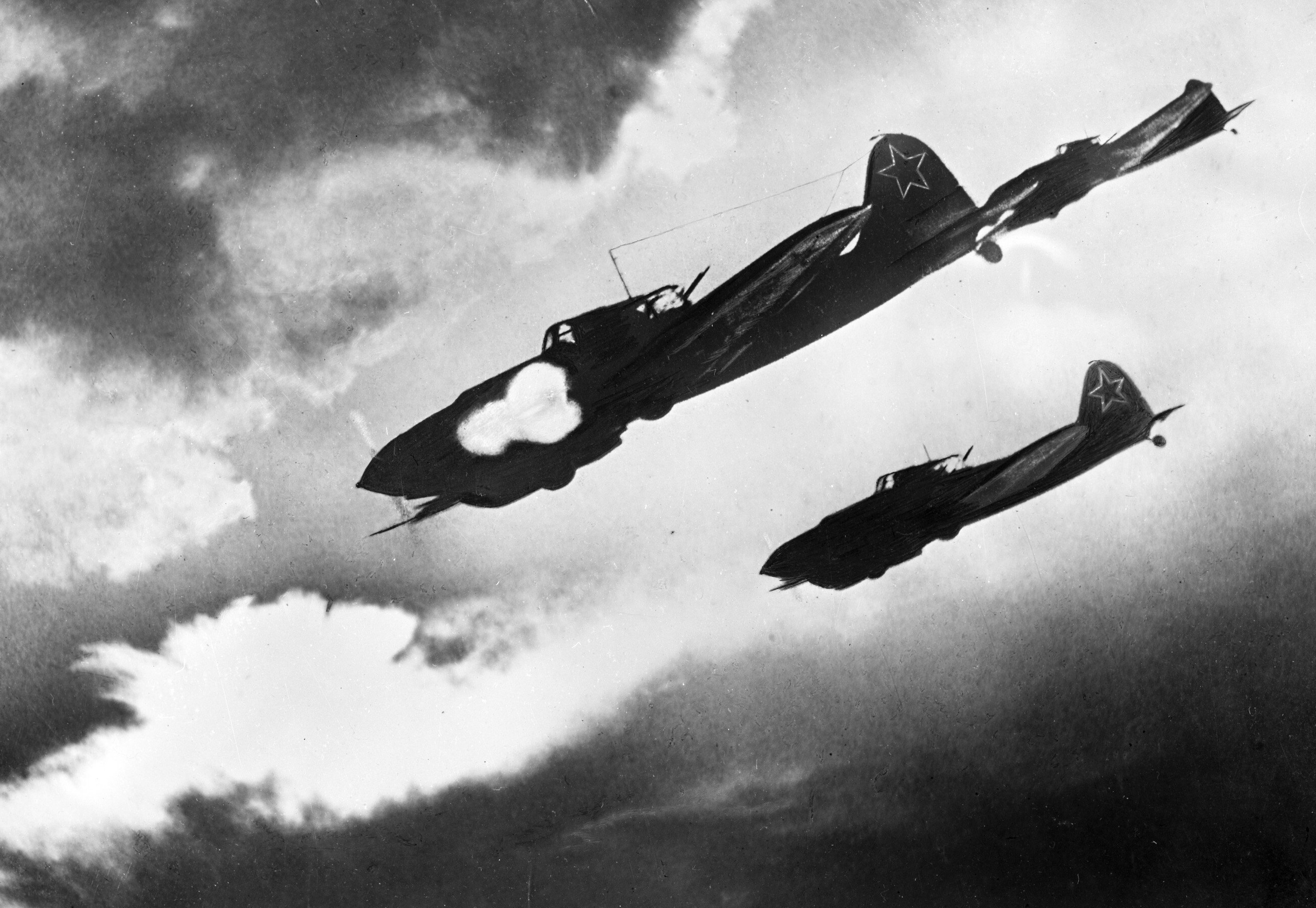
Ил-2 атакует

- 211-я смешанная авиационная дивизия
- 212-я штурмовая авиационная дивизия
- 4-я гвардейская штурмовая авиационная Киевская дивизия (01.05.1943 г.)
- 4-я гвардейская штурмовая авиационная Киевская Краснознамённая дивизия
- 4-я гвардейская штурмовая авиационная Киевская Краснознамённая ордена Кутузова дивизия
- Полевая почта 36665

## История и боевой путь дивизии
Дивизия сформирована как 211-я смешанная авиационная дивизия 10 мая 1942 года на основании Приказа ВГК № 0083 от 5 мая 1942 года на базе управления ВВС 22-й армии в составе ВВС Калининского фронта. С первых дней своего формирования дивизия принимала участие в боях на Калининском фронте, нанося удары по противнику, разрушая железнодорожное сообщение в районах Ржев — Сычевка, прикрывала эшелоны своих войск на участках Селижарово — Соблаго, вела воздушную разведку в районах Великие Луки, Белый, Духовщина, уничтожала авиацию противника на аэродроме Ржев.
14 июня 1942 года на основании Приказа НКО СССР № 00122 от 10 июня 1942 года 211-я смешанная авиационная дивизия переформирована в 212-ю штурмовую авиационную дивизию в составе вновь сформированной 3-й воздушной армии на базе ВВС Калининского фронта. Переформирование произведено без прекращения боевых действий.
В середине июня 1942 года дивизия участвовала в операции 29-й армии подавляя живую силу и артиллерии противника, ведя воздушную разведку в интересах армии, штурмовка опорных пунктов, живой силы и танков в районах Чайниково-Гридино, Шутово, Плешково, Малахово. C 30 июля 1942 года участвовала в оборонительной операции в районе города Белый.
В дальнейшем дивизия участвовала в Ржевско-Сычевской и Великолукской операциях. В конце зимы 1943 года полки дивизии (671-й, 685-й и 687-1) пополнены молодыми летчиками. До середины марта дивизия вводила в строй молодое пополнение (39 летчиков). Средний налет на летчика составил 16 часов (Ил-2) и 3 часа (У-2).
За образцовое выполнение заданий командования и проявленные при этом мужество и героизм Приказом НКО СССР № 199 от 01.05.1943 г. переименована в 4-ю гвардейскую штурмовую авиационную дивизию. Летом и осенью 1943 года дивизия в составе 2-й воздушной армии Воронежского фронта участвовала в Курской битве, освобождении левобережной Украины и битве за Днепр, в освобождении городов Белгород, Харьков и Киев. За отличие в боях при овладении столицей Советской Украины городом Киев — крупнейшим промышленным центром и важнейшим стратегическим узлом обороны немцев на правом берегу Днепра дивизия удостоена почётного наименования Киевская.
В ходе Проскуровско-Черновицкой операции дивизия освобождала города Староконстантинов, Проскуров, Каменец-Подольский, Тарнополь. С 13 июля 1944 года дивизия принимает участие во Львовско-Сандомирской операции с целью освобождения Западной Украины и занятия Юго-Восточной Польши. Полки дивизии отличились при освобождении городов Львов, Жешув, Дембица, в боях за овладением плацдармов на реке Висла, особо на сандомирском плацдарме. Позже в составе 2-го Украинского фронта дивизия принимала участие в боях в Трансильвании и Венгрии, окружении и уничтожении окруженной будапештской группировки противника, овладении городами Турда, Клуж, Сольнок, Ньиредьхаза, Орадеа-Маре, Мишкольц, Будапешт и Комарно.
При освобождении Чехословакии и Австрии в ходе Братиславско-Брновской и Венской операциях части дивизии содействовали наземным войскам в освобождении городов Нове-Замки, Трнава, Братислава, Брно и Вена. За успешные боевые действия дивизия 38 раз поощрялась Верховным Главнокомандующим, награждена орденом Красного Знамени и орденом Кутузова II степени.
В составе действующей армии дивизия находилась с 9 июля 1943 года по 11 мая 1945 года.
После войны дивизия базировалась на аэродроме в Брно в составе 5-го штурмового авиационного Винницкого Краснознаменного орденов Кутузова и Богдана Хмельницкого корпуса. В июле 1945 года дивизия вместе с корпусом выведена на территорию Одесского военного округа в город Котовск Одесской области, а позже в город Первомайск Николаевской области. 4-я гвардейская штурмовая авиационная Киевская Краснознамённая ордена Кутузова дивизия 31 марта 1947 года была расформирована в составе 5-го штурмового авиационного корпуса 5-й воздушной армии в Первомайске.

## Командиры дивизии
- Генерал-майор авиации Байдуков Георгий Филиппович[3], с 01.05.1943 г. по 12.12.1943 г.
- Подполковник Левадный Александр Сидорович[3] (ВРИД), с 16.01.1944 г. по 23.05.1944 г.
- Полковник Сапрыкин Валентин Филиппович[3], с 24.05.1944 г. по 01.09.1945 г.

## В составе объединений
| Дата          | Фронт (округ)          | Армия               | Корпус                           | Примечания |
| ------------- | ---------------------- | ------------------- | -------------------------------- | ---------- |
| 01.05.1943 г. | Степной военный округ  | 5-я воздушная армия | 8-й смешанный авиационный корпус | -          |
| 09.07.1943 г. | Степной фронт          | 5-я воздушная армия | 8-й смешанный авиационный корпус | -          |
| 19.07.1943 г. | Воронежский фронт      | 2-я воздушная армия | 8-й смешанный авиационный корпус | -          |
| 21.07.1943 г. | Воронежский фронт      | 2-я воздушная армия | 5-й штурмовой авиационный корпус | -          |
| 20.10.1943 г. | 1-й Украинский фронт   | 2-я воздушная армия | 5-й штурмовой авиационный корпус | -          |
| 16.07.1944 г. | 1-й Украинский фронт   | 8-я воздушная армия | 5-й штурмовой авиационный корпус | -          |
| 30.07.1944 г. | 1-й Украинский фронт   | 2-я воздушная армия | 5-й штурмовой авиационный корпус | -          |
| 01.09.1944 г. | 2-й Украинский фронт   | 5-я воздушная армия | 5-й штурмовой авиационный корпус | -          |
| 09.05.1945 г. | 2-й Украинский фронт   | 5-я воздушная армия | 5-й штурмовой авиационный корпус | -          |
| 10.06.1945 г. | Одесский военный округ | 5-я воздушная армия | 5-й штурмовой авиационный корпус | -          |
| 01.01.1946 г. | Одесский военный округ | 5-я воздушная армия | 9-й смешанный авиационный корпус | -          |
| 31.03.1947 г. | Одесский военный округ | 5-я воздушная армия | 9-й смешанный авиационный корпус | -          |

## Части и отдельные подразделения дивизии
За весь период своего существования боевой состав дивизии не претерпевал изменения:
| Период                  | Наименование                                | Вооружение |
| ----------------------- | ------------------------------------------- | ---------- |
| 01.05.1943 — 31.03.1947 | 90-й гвардейский штурмовой авиационный полк | Ил-2       |
| 01.05.1943 — 31.03.1947 | 91-й гвардейский штурмовой авиационный полк | Ил-2       |
| 01.05.1943 — 31.03.1947 | 92-й гвардейский штурмовой авиационный полк | Ил-2       |

## Участие в операциях и битвах
- Курская битва:

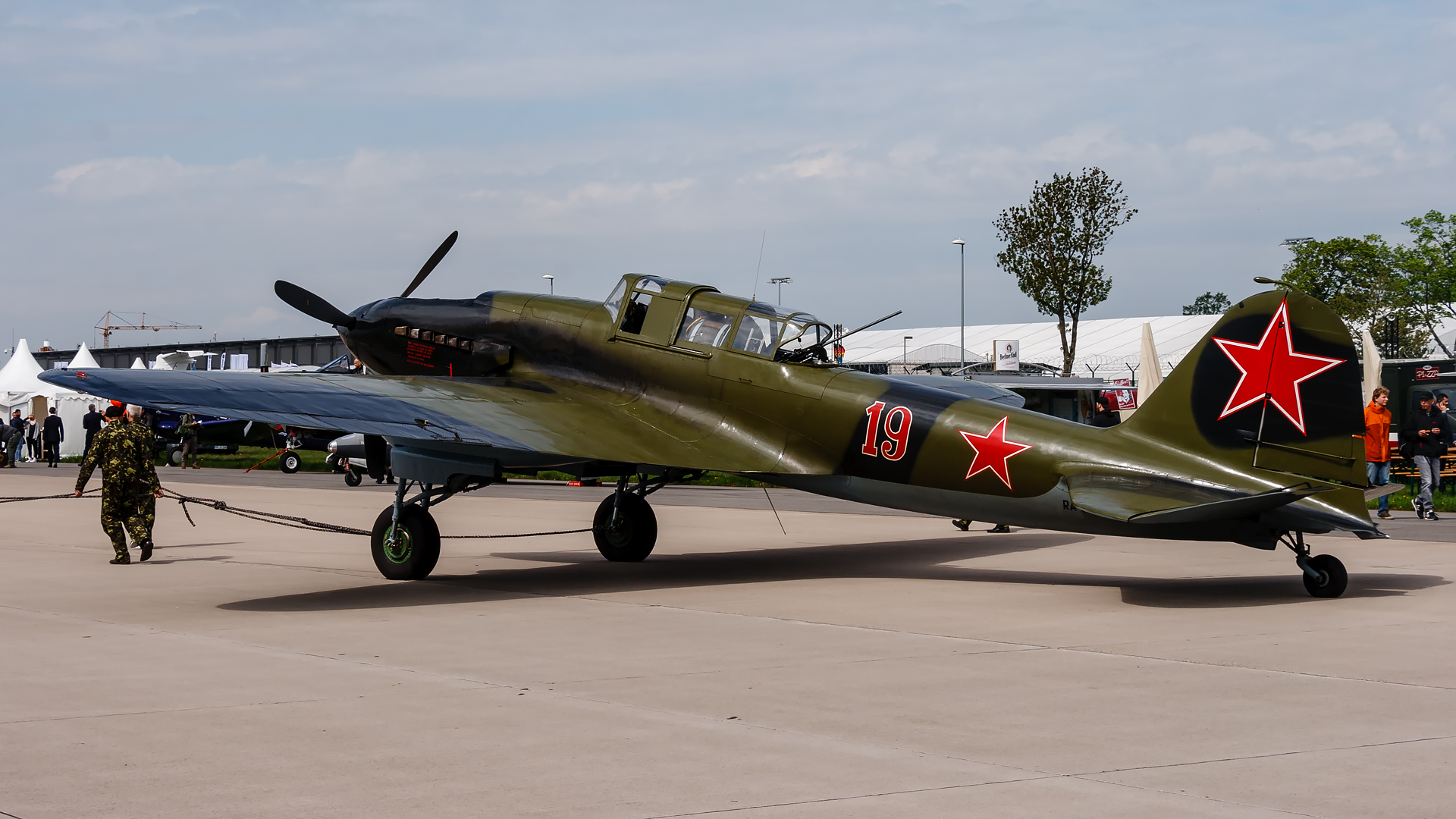
Самолет Ил-2 стоял на вооружении всех полков дивизии до конца войны. Конструкторы называли разработанный ими штурмовик Ил-2 «летающим танком», пилоты-истребители люфтваффе прозвали его «бетонным самолётом» (нем. Betonflugzeug), солдаты вермахта называли его «чумой» (нем. Schwarzer Tod, дословно: «чёрная смерть»).

  - Белгородско-Харьковская операция «Румянцев» с 3 августа 1943 года по 23 августа 1943 года.
- Киевская наступательная операция с 3 ноября 1943 года по 22 декабря 1943 года.
- Днепровско-Карпатская операция:
  - Житомирско-Бердичевская операция с 24 декабря 1943 года по 14 января 1944 года.
  - Корсунь-Шевченковская операция с 24 января по 17 февраля 1944 года.
  - Проскуровско-Черновицкая операция с 4 марта 1944 года по 17 апреля 1944 года.
- Львовско-Сандомирская операция с 13 июля 1944 года по 3 августа 1944 года.
- Будапештская операция с 29 октября 1944 года по 13 февраля 1945 года.
- Венская операция с 16 марта 1945 года по 15 апреля 1945 года.
- Братиславско-Брновская операция с 25 марта 1945 года по 5 мая 1945 года.
- Пражская операция с 6 мая 1945 года по 11 мая 1945 года.

## Почётные наименования
- 4-й гвардейской штурмовой авиационной дивизии 6 ноября 1043 года за отличие в боях при овладении столицей Советской Украины городом Киев — крупнейшим промышленным центром и важнейшим стратегическим узлом обороны немцев на правом берегу Днепра присвоено почётное наименование «Киевская»[5].
- 90-му гвардейскому штурмовому авиационному полку за отличие в боях при овладении городом Староконстантинов — важным опорным пунктом обороны немцев на проскуровском направлении 9 марта 1944 года присвоено почётное наименование «Староконстантиновский»[7].
- 91-му гвардейскому штурмовому авиационному полку за отличие в боях при овладении городами Владимир-Волынский и Рава-Русская 20 июля 1944 года присвоено почётное наименование «Владимир-Волынский»[8].
- 92-му гвардейскому штурмовому авиационному полку 3 апреля 1944 года за отличие в боях при овладении городом Каменец-Подольский присвоено почётное наименование «Каменец-Подольский»[9][10].

## Награды
- 4-я гвардейская штурмовая авиационная Киевская дивизия за образцовое выполнение заданий командования в боях с немецкими захватчиками, за овладение городом Дембица и проявленные при этом доблесть и мужество Указом Президиума Верховного Совета СССР от 7 сентября 1944 года награждена орденом «Красного Знамени»[11].
- 4-я гвардейская штурмовая авиационная Киевская Краснознамённая дивизия за образцовое выполнение заданий командования в боях с немецкими захватчиками за освобождение Трансильвании и проявленные при этом доблесть и мужество Указом Президиума Верховного Совета СССР от 14 ноября 1944 года награждена орденом «Кутузова II степени»[11].
- 90-й гвардейский штурмовой авиационный Староконстантиновский полк за образцовое выполнение заданий командования в боях с немецкими захватчиками при овладении городом Будапешт и проявленные при этом доблесть и мужество Указом Президиума Верховного Совета СССР от 5 апреля 1945 года награждён орденом «Красного Знамени»[12].
- 91-й гвардейский штурмовой авиационный Владимир-Волынский полк за образцовое выполнение заданий командования в боях с немецкими захватчиками при овладении городом Банска Штявница и проявленные при этом доблесть и мужество Указом Президиума Верховного Совета СССР от 5 апреля 1945 года награждён орденом «Красного Знамени»[12].
- 91-й гвардейский штурмовой авиационный Владимир-Волынский Краснознамённый полк за образцовое выполнение заданий командования в боях с немецкими захватчиками при овладении городами Яромержице, Зноймо, Голлабрун, Штоккерау и проявленные при этом доблесть и мужество Указом Президиума Верховного Совета СССР от 4 июня 1945 года награждён орденом Кутузова III степени[12].
- 92-й гвардейский штурмовой авиационный Каменец-Подольский полк за образцовое выполнение заданий командования в боях с немецкими захватчиками при овладении городами Дьёр, Комарно и проявленные при этом доблесть и мужество Указом Президиума Верховного Совета СССР от 17 мая 1945 года награждён орденом «Суворова III степени»[12].
- 92-й гвардейский штурмовой авиационный Каменец-Подольский ордена Суворова полк за образцовое выполнение заданий командования в боях с немецкими захватчиками при овладении городами Яромержице, Зноймо, Голлабрун, Штоккерау и проявленные при этом доблесть и мужество Указом Президиума Верховного Совета СССР от 4 июня 1945 года награждён орденом «Богдана Хмельницкого II степени»[12].

## Благодарности Верховного Главнокомандующего
Всего Верховным Главнокомандующим воинам дивизии благодарность объявлялась 38 раз.
Верховным Главнокомандующим воинам дивизии объявлена благодарность:
- За отличие в боях при овладении столицей Советской Украины городом Киев — крупнейшим промышленным центром и важнейшим стратегическим узлом обороны немцев на правом берегу Днепра[5].

Верховным Главнокомандующим воинам дивизии объявлены благодарности в составе 5-го штурмового авиационного корпуса:
- За отличие в боях при овладении оперативно важным узлом железных дорог и городом Жмеринка[13].
- За отличие в боях при овладении областным и крупным промышленным центром Украины городом Винница, превращенным немцами в мощный опорный пункт обороны на Южном Буге[14].
- За отличие в боях при овладении городом и оперативно важным железнодорожным узлом Чертков, городом Гусятин, городом и железнодорожным узлом Залещики на реке Днестр и освобождении более 400 других населенных пунктов[15].
- За отличие в боях при овладении городом овладение городом городом Каменец-Подольский[10].
- За отличие в боях при овладении областным центром Украины городом Тарнополь — крупным железнодорожным узлом и сильным опорным пунктом обороны немцев на львовском направлении[16].
- За отличие в боях при овладении городами Порицк, Горохов, Радзехов, Броды, Золочев, Буек, Каменка, городом и крупным железнодорожным узлом Красное и занятии свыше 600 других населенных пунктов[17].
- За отличие в боях при овладении городом Дембица — крупным центром авиационной промышленности и важным узлом коммуникаций на краковском направлении[18].
- За отличие в боях при овладении столицей Трансильвании городом Клуж и городом Сегед — крупным хозяйственно-политическим и административным центром Венгрии[19].
- За отличие в боях при овладении штурмом городами Сату-Маре и Карей — важными опорными пунктами обороны противника в Северной Трансильвании и завершении освобождения Трансильвании от противника[20].
- За отличие в боях при овладении штурмом на территории Венгрии городом и крупным железнодорожным узлом Сольнок — важным опорным пунктом обороны противника на реке Тисса[21].
- За отличие в боях при овладении штурмом крупным узлом коммуникаций и мощным опорным пунктом обороны противники городом Мишкольц — важнейшим центром военного производства Венгрии, снабжающим немецкие и венгерские армии[22].
- За отличие в боях при прорыве сильно укрепленной обороны противника северо-восточнее Будапешта, расширении прорыва до 120 километров по фронту и, продвижении в глубину до 60 километров, выходе к реке Дунай севернее Будапешта и форсировании Дуная южнее Будапешта, овладении важными опорными пунктами обороны противника — городами Балашшадьярмат, Ноград, Вац, Асод, Эрчи и занятии более 150 других населенных пунктов[23].
- За отличие в боях при прорыве обороны немцев и овладении на территории Чехословакии городами Рожнява и Йелшава — важными опорными пунктами обороны противника[24].
- За отличие в боях при завершении разгрома окруженной группировки противника в Будапеште и полным овладением столицей Венгрии городом Будапешт — стратегически важным узлом обороны немцев на путях к Вене[25].
- За отличие в боях при овладении на территории Чехословакии городом Банска-Штявница — сильным опорным пунктом обороны немцев[26].
- За отличие в боях при овладении городом и важным железнодорожным узлом Зволен — сильным опорным пунктом обороны немцев на реке Грон[27].
- За отличие в боях при овладении Естергом, Несмей, Фельше-Галла, Тата, а также при занятии более 200 других населенных пунктов[28].
- За отличие в боях при овладении в Чехословакии городом Банска-Бистрица — важным узлом дорог и сильным опорным пунктом обороны немцев[29]
- За отличие в боях при овладении городами Дьер и Комаром — важными опорными пунктами обороны немцев на венском направлении[30].
- За овладение городами Комарно, Нове-Замки, Шураны, Комьятице, Врабле — сильными опорными пунктами обороны немцев на братиславском направлении[31].
- За отличие в боях при овладении городом Нитра, при форсировавании реки Ваг, при овладении с боем города Галанта — важного узла дорог на путях к Братиславе[32].
- За овладение городами Трнава, Глоговец, Сенец — важными узлами дорог и опорными пунктами обороны немцев, прикрывающими подступы к Братиславе[33].
- За овладение городами Малацки, Брук, Превидза, Бановце[34].
- За отличие в боях при овладении столицей Австрии городом Вена — стратегически важным узлом обороны немцев, прикрывающим пути к южным районам Германии[35].
- За отличие в боях при овладении на территории Чехословакии городом Годонин — важным узлом дорог и сильным опорным пунктом обороны немцев на западном берегу реки Морава[36].
- зЗа отличие в боях при окружении и разгроме группы немецких войск, пытавшуюся отступить от Вены на север, и овладении при этом городами Корнейбург и Флоридсдорф — мощными опорными пунктами обороны немцев на левом берегу Дуная[37].
- За отличие в боях при овладении центром нефтеносного района Австрии городом Цистерсдорф[38].
- За овладение крупным промышленным центром Чехословакии городом Брно (Брюн) — важным узлом дорог и мощным опорным пунктом обороны немцев[39].
- За овладение городами Яромержице и Зноймо и на территории Австрии городами Голлабрунн и Штоккерау — важными узлами коммуникаций и сильными опорными пунктами обороны немцев[40].

## Отличившиеся воины дивизии
- Алферьев Николай Семенович, гвардии старший лейтенант, заместитель командира эскадрильи 92-го гвардейского штурмового авиационного полка 4-й гвардейской штурмовой авиационной дивизии 5-го штурмового авиационного корпуса 5-й воздушной армии Указом Президиума Верховного Совета СССР 15 мая 1946 года удостоен звания Герой Советского Союза. Золотая Звезда № 7516.
- Балдин Анатолий Михайлович, гвардии лейтенант, командир звена 92-го гвардейского штурмового авиационного полка 4-й гвардейской штурмовой авиационной дивизии 5-го штурмового авиационного корпуса 2-й воздушной армии Указом Президиума Верховного Совета СССР 13 апреля 1944 года удостоен звания Герой Советского Союза. Золотая Звезда № 3683.
- Береговой Георгий Тимофеевич, гвардии капитан, командир эскадрильи 90-го гвардейского штурмового авиационного полка 4-й гвардейской штурмовой авиационной дивизии 5-го штурмового авиационного корпуса 5-й воздушной армии Указом Президиума Верховного Совета СССР 26 октября 1944 года удостоен звания Герой Советского Союза. Золотая Звезда № 2271.
- Биджиев Солтан-Хамид Локманович, гвардии капитан в отставке, лётчик 90-го гвардейского штурмового авиационного полка 4-й гвардейской штурмовой авиационной дивизии 5-го штурмового авиационного корпуса 5-й воздушной армии Указом Президента России от 5 октября 1995 года удостоен звания Герой Российской Федерации. Посмертно.
- Бижко Владимир Егорович, гвардии лейтенант, командир звена 92-го гвардейского штурмового авиационного полка 4-й гвардейской штурмовой авиационной дивизии 5-го штурмового авиационного корпуса 5-й воздушной армии Указом Президиума Верховного Совета СССР 15 мая 1946 года удостоен звания Герой Советского Союза. Золотая Звезда № 9004.
- Галанов Геннадий Васильевич, гвардии лейтенант, командир звена 91-го гвардейского штурмового авиационного полка 4-й гвардейской штурмовой авиационной дивизии 5-го штурмового авиационного корпуса 5-й воздушной армии Указом Президиума Верховного Совета СССР 15 мая 1946 года удостоен звания Герой Советского Союза. Золотая Звезда № 6907.
- Ермаков Иван Иванович, гвардии старший лейтенант, командир звена 91-го гвардейского штурмового авиационного полка 4-й гвардейской штурмовой авиационной дивизии 5-го штурмового авиационного корпуса 5-й воздушной армии Указом Президиума Верховного Совета СССР 23 февраля 1945 года удостоен звания Герой Советского Союза. Золотая Звезда № 2282.
- Егоров Василий Михайлович, гвардии старший лейтенант, штурман эскадрильи 92-го гвардейского штурмового авиационного полка 4-й гвардейской штурмовой авиационной дивизии 5-го штурмового авиационного корпуса 5-й воздушной армии Указом Президиума Верховного Совета СССР 15 мая 1946 года удостоен звания Герой Советского Союза. Золотая Звезда № 9036.
- Зайцев, Дмитрий Михайлович, гвардии лейтенант, старший лётчик 91-го гвардейского штурмового авиационного полка 4-й гвардейской штурмовой авиационной дивизии 5-го штурмового авиационного корпуса 5-й воздушной армии Указом Президиума Верховного Совета СССР 15 мая 1946 года удостоен звания Герой Советского Союза. Золотая Звезда № 8989.
- Коряков, Василий Николаевич, гвардии подполковник, командир 91-го гвардейского штурмового авиационного полка 4-й гвардейской штурмовой авиационной дивизии 5-го штурмового авиационного корпуса 5-й воздушной армии Указом Президиума Верховного Совета СССР 18 августа 1945 года удостоен звания Герой Советского Союза. Золотая Звезда № 7988.
- Красновский Николай Владимирович, гвардии старший лейтенант, командир эскадрильи 91-го гвардейского штурмового авиационного полка 4-й гвардейской штурмовой авиационной дивизии 5-го штурмового авиационного корпуса 5-й воздушной армии Указом Президиума Верховного Совета СССР 26 октября 1944 года удостоен звания Герой Советского Союза. Посмертно.
- Кузин, Александр Григорьевич, гвардии майор, штурман 90-го гвардейского штурмового авиационного полка 4-й гвардейской штурмовой авиационной дивизии 2-й воздушной армии Указом Президиума Верховного Совета СССР 23 февраля 1945 года удостоен звания Герой Советского Союза. Золотая Звезда № 8061.
- Кумсков, Виктор Александрович, гвардии старший лейтенант, командир звена 90-го гвардейского штурмового авиационного полка 4-й гвардейской штурмовой авиационной дивизии 5-го штурмового авиационного корпуса 5-й воздушной армии Указом Президиума Верховного Совета СССР 15 мая 1946 года удостоен звания Герой Советского Союза. Золотая Звезда № 9048.
- Логинов Аркадий Петрович, гвардии старший лейтенант, командир звена 91-го гвардейского штурмового авиационного полка 4-й гвардейской штурмовой авиационной дивизии 5-го штурмового авиационного корпуса 5-й воздушной армии Указом Президиума Верховного Совета СССР 23 февраля 1945 года удостоен звания Герой Советского Союза. Золотая Звезда № 2283.
- Лядский Тимофей Сергеевич, гвардии капитан, командир эскадрильи 90-го гвардейского штурмового авиационного полка 4-й гвардейской штурмовой авиационной дивизии 5-го штурмового авиационного корпуса 2-й воздушной армии Указом Президиума Верховного Совета СССР 23 февраля 1945 года удостоен звания Герой Советского Союза. Золотая Звезда № 2286.
- Макаров Зосим Исаакович, гвардии капитан, командир эскадрильи 91-го гвардейского штурмового авиационного полка 4-й гвардейской штурмовой авиационной дивизии 5-го штурмового авиационного корпуса 2-й воздушной армии Указом Президиума Верховного Совета СССР 4 февраля 1944 года удостоен звания Герой Советского Союза. Золотая Звезда № 2384.
- Михайленко Евгений Ефимович, гвардии старший лейтенант, командир эскадрильи 92-го гвардейского штурмового авиационного полка 4-й гвардейской штурмовой авиационной дивизии 5-го штурмового авиационного корпуса 5-й воздушной армии Указом Президиума Верховного Совета СССР 26 октября 1944 года удостоен звания Герой Советского Союза. Посмертно.
- Молодчиков Владимир Николаевич, гвардии капитан, заместитель командира 90-го гвардейского штурмового авиационного полка 4-й гвардейской штурмовой авиационной дивизии 5-го штурмового авиационного корпуса 5-й воздушной армии Указом Президиума Верховного Совета СССР 23 февраля 1945 года удостоен звания Герой Советского Союза. Золотая Звезда № 2276.
- Николаев, Иван Стефанович, гвардии майор, командир эскадрильи 90-го гвардейского штурмового авиационного полка 4-й гвардейской штурмовой авиационной дивизии 5-го штурмового авиационного корпуса 5-й воздушной армии Указом Президиума Верховного Совета СССР 15 мая 1946 года удостоен звания Герой Советского Союза. Посмертно.
- Павленко Николай Никитович, гвардии старший лейтенант, командир эскадрильи 91-го гвардейского штурмового авиационного полка 4-й гвардейской штурмовой авиационной дивизии 5-го штурмового авиационного корпуса 5-й воздушной армии Указом Президиума Верховного Совета СССР 23 февраля 1945 года удостоен звания Герой Советского Союза. Золотая Звезда № 5352.
- Просандеев Иван Климентьевич, гвардии капитан, командир эскадрильи 91-го гвардейского штурмового авиационного полка 4-й гвардейской штурмовой авиационной дивизии 5-го штурмового авиационного корпуса 5-й воздушной армии Указом Президиума Верховного Совета СССР 15 мая 1946 года удостоен звания Герой Советского Союза. Золотая Звезда № 8996.
- Пряженников Александр Павлович, гвардии старший лейтенант, заместитель командира эскадрильи 90-го гвардейского штурмового авиационного полка 4-й гвардейской штурмовой авиационной дивизии 5-го штурмового авиационного корпуса 5-й воздушной армии Указом Президиума Верховного Совета СССР 15 мая 1946 года удостоен звания Герой Советского Союза. Посмертно.
- Рябов Сергей Иванович, гвардии старший лейтенант, командир звена 92-го гвардейского штурмового авиационного полка 4-й гвардейской штурмовой авиационной дивизии 5-го штурмового авиационного корпуса 5-й воздушной армии Указом Президиума Верховного Совета СССР 23 февраля 1945 года удостоен звания Герой Советского Союза. Золотая Звезда № 2281.
- Симанчук Виктор Александрович, гвардии младший лейтенант, старший лётчик 91-го гвардейского штурмового авиационного полка 4-й гвардейской штурмовой авиационной дивизии 5-го штурмового авиационного корпуса 5-й воздушной армии Указом Президиума Верховного Совета СССР 15 мая 1946 года удостоен звания Герой Советского Союза. Золотая Звезда № 6147.
- Терновой Владимир Харитонович, гвардии лейтенант, командир звена 91-го гвардейского штурмового авиационного полка 4-й гвардейской штурмовой авиационной дивизии 5-го штурмового авиационного корпуса 5-й воздушной армии Указом Президиума Верховного Совета СССР 15 мая 1946 года удостоен звания Герой Советского Союза. Золотая Звезда № 9064.
- Филиппов Григорий Фёдорович, гвардии старший лейтенант, командир эскадрильи 91-го гвардейского штурмового авиационного полка 4-й гвардейской штурмовой авиационной дивизии 5-го штурмового авиационного корпуса 2-й воздушной армии Указом Президиума Верховного Совета СССР 4 февраля 1944 года удостоен звания Герой Советского Союза. Золотая Звезда № 2377.
- Шимко Григорий Лукьянович, гвардии лейтенант, старший лётчик 91-го гвардейского штурмового авиационного полка 4-й гвардейской штурмовой авиационной дивизии 5-го штурмового авиационного корпуса 5-й воздушной армии Указом Президиума Верховного Совета СССР 15 мая 1946 года удостоен звания Герой Советского Союза. Золотая Звезда № 9013.
- Широких Валентин Иванович, гвардии лейтенант, старший лётчик 91-го гвардейского штурмового авиационного полка 4-й гвардейской штурмовой авиационной дивизии 5-го штурмового авиационного корпуса 5-й воздушной армии Указом Президиума Верховного Совета СССР 15 мая 1946 года удостоен звания Герой Советского Союза. Золотая Звезда № 8999.
- Шмиголь Пётр Лукич, гвардии старший лейтенант, заместитель командира и штурман эскадрильи 92-го гвардейского штурмового авиационного полка 4-й гвардейской штурмовой авиационной дивизии 2-й воздушной армии 1-го Украинского фронта Указом Президиума Верховного Совета СССР 26 октября 1944 года удостоен звания Герой Советского Союза. Золотая Звезда № 2274.
- Якурнов, Иван Федотович, гвардии старший лейтенант, командир эскадрильи 92-го гвардейского штурмового авиационного полка 4-й гвардейской штурмовой авиационной дивизии 2-й воздушной армии 1-го Украинского фронта Указом Президиума Верховного Совета СССР от 26 октября 1944 года удостоен звания Герой Советского Союза. Золотая Звезда № 2275.

 Демьянов, Иван Никитович, гвардии старшина, лётчик 92-го гвардейского штурмового авиационного полка.

## Базирование
| Период            | Место базирования                |
| ----------------- | -------------------------------- |
| 05.1945 — 06.1945 | Брно, Чехословакия               |
| 06.1945 — 1946    | Котовск, Одесская область        |
| 1946 — 03.1947    | Первомайск, Николаевская область |